# ألان كامبل (قس)
ألان كامبل (بالإنجليزية: Alan Campbell)‏ هو قس بريطاني، ولد في 7 أغسطس 1949، وتوفي في 11 يونيو 2017.